# Lahnajärvi (sjö i S:t Michel, Södra Savolax)
Lahnajärvi är en sjö i kommunen S:t Michel i landskapet Södra Savolax i Finland. Sjön ligger 87,4 meter över havet. Arean är 77 hektar och strandlinjen är 8,61 kilometer lång. Sjön  ingår i Vuoksens huvudavrinningsområde.   Den ligger omkring 12 kilometer sydväst om S:t Michel och omkring 200 kilometer nordöst om Helsingfors. 
I sjön finns ön Valkolansaari. 